# Pexels
Pexels – serwis internetowy udostępniający darmowe fotografie.

## Charakterystyka
Strona powstała w 2014 roku w Niemczech – w Fuldabrück w Hesji, jej twórcami są bracia Ingo i Bruno Joseph. W 2018 roku została zakupiona przez portal dizajnerski Canva. W chwil założenia Pexels proponował 800 grafik, obecnie jest ich ponad 3,2 miliona. Większość zdjęć udostępniana jest za darmo, dochody Pexels generują reklamy. Serwis znany jest z promocji grup mniejszościowych – m.in. środowiska LGBTQ. Pexels nie ma siedziby, założyciele mieszkają w Berlinie a tworzenie portalu opiera się na pracy zdalnej współpracowników z różnych krajów Europy i USA. 